# Ісраель Лосано
Ісраель Лосано (ісп. Israel Lozano; нар. 21 січня 1981, Мадрид, Іспанія) — іспанський оперний співак (тенор). 

## Життєпис
Ісраель Лосано народився 21 січня 1981 року в Мадриді. Закінчив Університет Джонса Гопкінса. 

## Нагороди
- Конкурс «Опералія»: III премія, Zarzuela Prize та Audience Prize (2003)[2]